# Prywatne Muzeum Motyli
Prywatne Muzeum Motyli zostało założone w 1999 roku we Władysławowie. Mieści się na III piętrze wieży widokowej w Domu Rybaka. Ekspozycja powstała z rodzinnych zbiorów Tomasza Falkiewicza, który był inicjatorem utworzenia muzeum. 

## Ekspozycja
W dwóch salach ekspozycyjnych zwiedzającym udostępniono większą część kolekcji – liczącej łącznie około 6000 okazów umieszczonych w 132 gablotach.
Najstarsze (oznakowane oryginalnymi metkami) prezentowane na wystawie motyle z rodziny sówkowatych Noctuidae pochodzą z 1916 roku.

## Akcja „Oddaj niepotrzebne motyle do muzeum”
Od 2007 roku muzeum prowadzi akcję pt. „Oddaj niepotrzebne motyle do muzeum”. Głównym celem apelu jest ocalenie przed wyrzuceniem na śmieci niepotrzebnych nikomu różnych zbiorów entomologicznych. W ten sposób do muzeum w 2008 roku trafiła kolekcja 45 gablot motyli krajowych i zagranicznych, które były prywatnym zbiorem pana Molickiego z Radomska. 

## Nagrody
- Nagroda „Orły Rozrywki” – Laureat Konkursu Wybór Klienta (2019), (2021), (2022)[1]
- Nagroda „Srebrne Orły Rozrywki” (2019)[1]